# Elmos äventyr i Grouchland
Elmos äventyr i Grouchland (originaltitel The Adventures of Elmo in Grouchland) är en amerikansk dockfilm från 1999, med karaktärer från det amerikanska barnprogrammet Sesame Street.

## Handling
Elmo älskar sin blåa filt överallt annat, men när hans kompis Zoe vill låna filten uppstår ett slagsmål mellan de två kamraterna. I kampens hetta hamnar Elmos filt på gatan vid Sesame Street, och i tron att det är skräp, slänger Oscar filten i soptunnan. Elmo blir ledsen och vill till varje pris ha tillbaka sin snuttefilt, och dyker därför ner i soptunnan och hamnar då i landet Grouchland där alla är sura och vresiga.

## Skådespelare i originalversionen
- Vanessa L. Williams - Sopdrottningen
- Mandy Patinkin - Huxley
- Kevin Clash - Elmo

## Svenska röster
- Maud Cantoreggi - Elmo, Grizzy
- Kenneth Milldoff - Bert, Kakmonstret, Gordon
- Stefan Frelander - Ernie, Grover, Baggis, Bob
- Jonna Jonsson - Zoe, Sopdrottningen
- Bo Christer Hjelte - Oscar the Grouch
- Anja Schmidt - Big Bird
- Dan Bratt - Count von Count
- Lena Ericsson - Maria, Ruthie
- Jan Modin - Huxley
- Övriga röster bland andra Jens Johansson och Mats Hellgren